# Wohlsdorf
Wohlsdorf is een plaats en voormalige gemeente in de Duitse deelstaat Saksen-Anhalt, en maakt deel uit van de Landkreis Salzlandkreis.

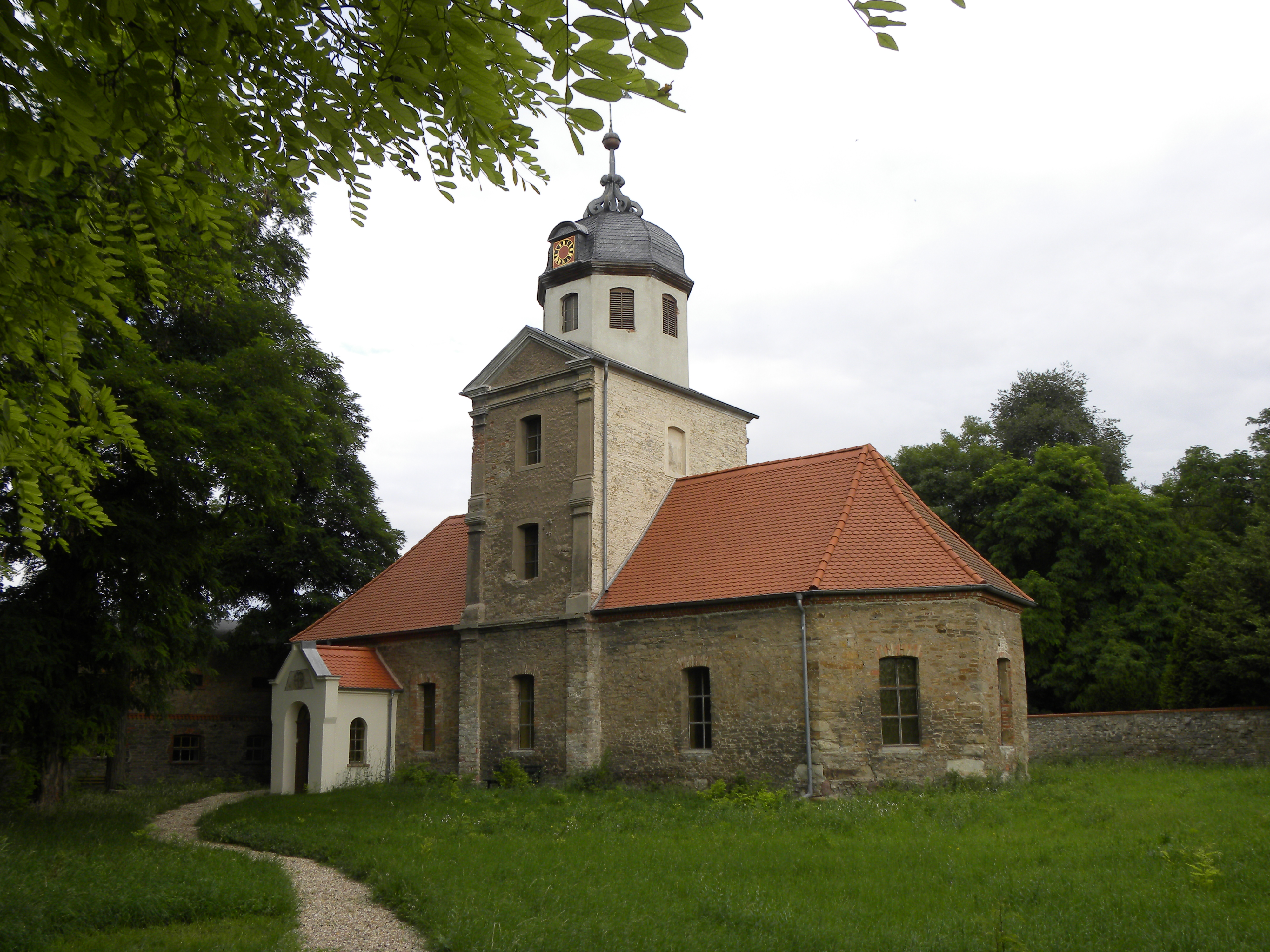
Kerk in Wohlsdorf

Wohlsdorf telt 519 inwoners.